# Servicios financieros
Los servicios financieros son los servicios económicos proporcionados por la industria financiera, que abarca una amplia gama de negocios que administran dinero, incluidas las uniones de crédito, los bancos, las compañías de tarjetas de crédito, las compañías de seguros, las compañías de contabilidad, las compañías de financiamiento al consumo, las casas de bolsa, los fondos de inversión,  gerenciadoras individuales y algunas empresas patrocinadas por el gobierno. Las empresas de servicios financieros están presentes en todas las ubicaciones geográficas desarrolladas económicamente y tienden a agruparse en centros financieros locales, nacionales, regionales e internacionales como Londres, Nueva York y Tokio.
empresas patrocinadas por el gobierno.

## Historia
El término "servicios financieros" se hizo más frecuente en los Estados Unidos en parte como resultado de la Ley Gramm-Leach-Bliley de finales de la década de 1990, que permitió fusionar diferentes tipos de empresas que operaban en la industria de servicios financieros de Estados Unidos en ese momento.